# Тырново (Шиловский район)
Тырново — село в Шиловском районе Рязанской области, административный центр Тырновского сельского поселения.

## Географическое положение
Село Тырново расположено  на правом берегу реки Оки близ устья реки Тырницы в 18,5 км к северо-востоку от пгт Шилово. Расстояние от села до районного центра Шилово по автодороге — 30 км.
К северу и югу от села в непосредственной близости расположены лесные массивы. В котором  участок "покляпый"(пьяный),на пути из Мурома его проезжал былинный герой Илья Муромец. Здесь росла покляпая береза и стоял Леванидов крест.  К северу от села местность сильно пересеченная: здесь расположены овраги Шатов и Ласар, по дну которых протекают ключи, пруд, урочище Лужки с песчаными отмелями на реке Оке. В устье оврага Ласар расположена турбаза «Приокская» НИИ Авиационного оборудования (НИИАО, Жуковский Московской обл.). К югу от села в пойме реки Тырницы урочища Борок, Живое Болото, Рамушки и Кулишка с затонами Тырновским и Перёлок, озёрами Волосово и Нармиши. Ближайшие населенные пункты — села Инякино и Дубровка, деревня Сельцо-Сергиевка.

## Население
| 1859 | 1897  | 1906  | 1926  | 2010 |
| ---- | ----- | ----- | ----- | ---- |
| 2215 | ↗2327 | ↗3403 | ↘2482 | ↘619 |

## Происхождение названия
Название поселения дано ему по имени реки Тынерцы .

## История
В 1520 году в документах впервые упоминаются «Затынерские борти», то есть бортные угодья за рекой Тырницей (Тынерцей), принадлежавшие Терехову Воскресенскому монастырю.
После возведения в середине XVI в. Большой засечной черты для защиты от набегов кочевников, в районе засеки селились служилые люди, в том числе городовые казаки. Так возникло село Тырнова Слобода — старинное казачье поселение на берегу Оки. В XVII в., в связи с потерей Большой засечной чертой оборонного значения, значительная часть местных городовых казаков была переселена на Дон или переведена в разряд государственных крестьян, а затем путем пожалований перешла в число владельческих крестьян.

Впервые село Тынерская или Тырновская Слобода упоминается в писцовых книгах Касимова за 1628 год и описывается так: 
«За боярином за князем Юрьем Яншевичем Сулешевым в поместье село Тынорская Слобода без жеребья, а в селе церковь во имя Покрова Пресвятей Богородицы, древена клетцки, а в церкве образы и свечи и книги и всякое церковное строение приходское, а на церковной земле: двор поп Григорей Кондратьев, двор поп Порфирей Петров, двор поп Афонасей Кондратьев, двор диакон Сергей Селиверстов, двор пономарь Павлин Овдеев, двор проскурница Окулиньица Левонтьева, двор нищево — питаетца о церкви Божии. А в селе двор прикащиков, 65 дворов крестьянских, а людей в них тож, да 56 дворов пустых. Да за вдовою царевича князь Михайла Кайбулина за княгинею Марьею в селе Слободе Тырновской на ея жеребей крестьянских дворов 58, людей в них 132 человека да 4 двора бобыльских, людей в них тож».
В окладных книгах за 1676 г. в селе Тырновская Слобода значатся 
«помещиковых 3 двора да крестьянских 221 двор да 44 двора бобыльских».
В конце XVIII в. село Тырновская Слобода принадлежало уже князьям Гагариным. Известно, что князь Матвей Алексеевич Гагарин в 1792 г. доносил в Духовною консисторию в Рязань о том, что Покровская церковь в селе Тырновская Слобода сгорела, и в том же году испрашивал разрешение перенести купленную им в селе Синулицах церковь в данное село. К 1796 г. по инициативе и на средства князя М. А. Гагарина в селе была построена новая деревянная Покровская церковь с приделами Флоро-Лаврским и Троицким.
Удобно расположенное на берегу реки Оки, являвшейся важнейшей транспортной артерией, село Тырновская Слобода к середине XIX в. обзаводится собственной пристанью, куда из близлежащей округи свозились продукты сельскохозяйственного производства. У села действовала и переправа через реку Оку.
Ко времени отмены крепостного права в 1861 г. большая часть села Тырнова Слобода принадлежала помещику князю В. Я. Оболенскому, владевшему в его округе 3310 дес. земли.
Усилившийся после отмены крепостного права процесс обезземеливания крестьян способствовал развитию в селе кустарных промыслов. В это время Тырновская Слобода становится центром кустарного производства деревянных частей лошадиной упряжи — хомутов и седел. Расширяется Тырновская пристань. В Тырновской Слободе устраивались ежегодные ярмарки, куда съезжались крестьяне из близлежащих сел. Только в 1908 г. на Тырновской пристани была произведена погрузка на баржи 7500 пудов патоки и разгружено 6000 пудов соли из Нижнего Новгорода.
13 мая 1898 года напротив Тырновской пристани на реке Оке произошло кораблекрушение — от столкновения с баржей Череп-Спиридовича затонула барка купца Материкина.

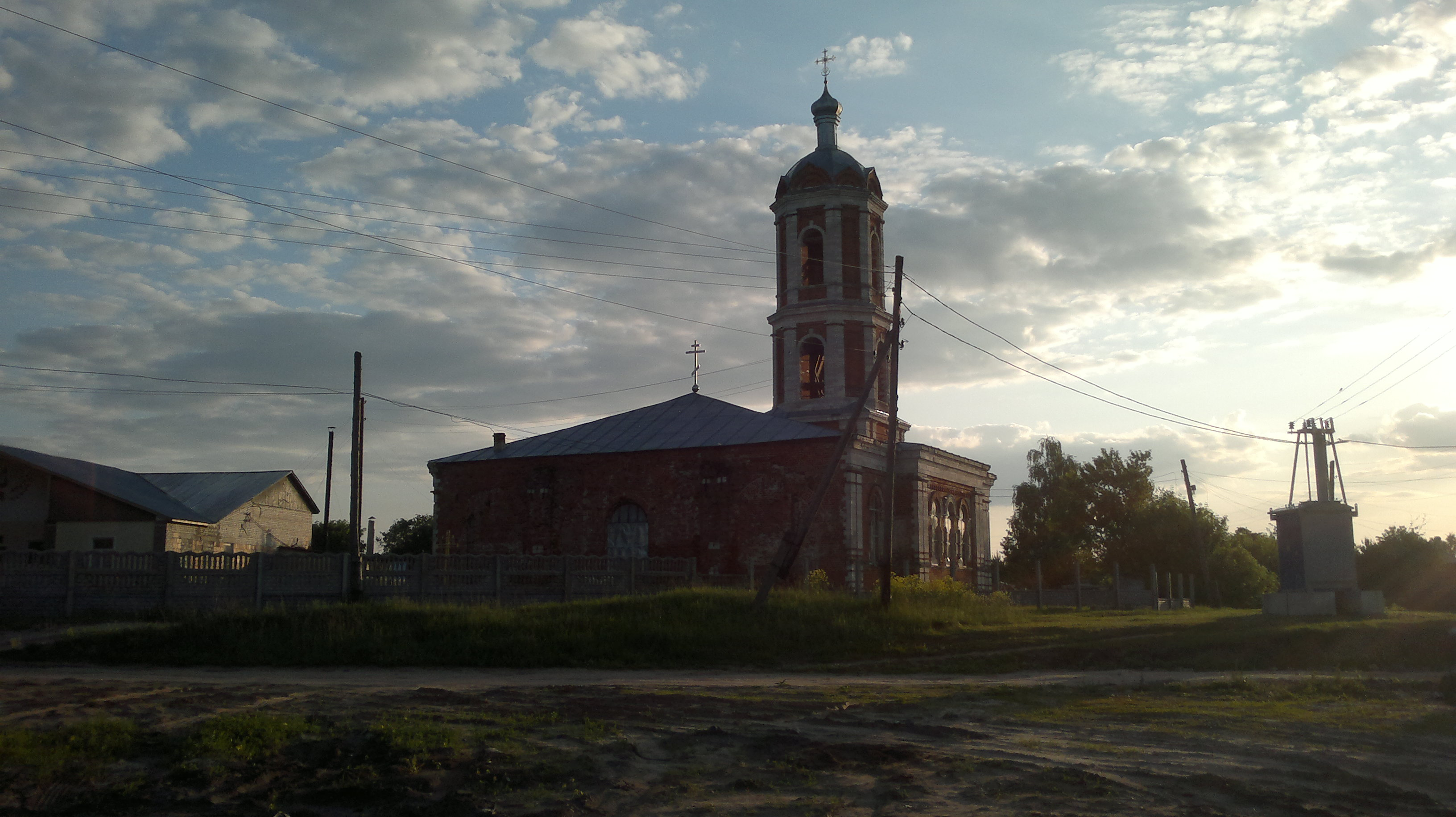
Село Тырново. Храм Покрова Пресвятой Богородицы (Покровская церковь), 1903 г.

К 1891 году, по данным И. В. Добролюбова, в селе Тырновская Слобода числилось 320 дворов, в коих проживало 1136 душ мужского и 1240 душ женского пола, в том числе грамотных — 550 мужчин и 96 женщин. Показателем экономического развития села к началу XX в. стала перестройка местными крестьянами на собственные средства старинной Покровской церкви, к которой в 1896—1903 гг. были пристроены каменные трапезная и колокольня.
К 1905 году в селе Тырновская Слобода насчитывалось 3403 чел. жителей: 1725 мужчин и 1628 женщин. В селе имелись церковь, земская больница, базары, лавки и пристань, отгружавшая ежегодно до 75 тыс. пудов преимущественно лесного материала. В 1911 году на средства помещика  В. Я. Оболонского в селе была открыта земская приходская школа. Местные жители выращивали на полях рожь, картофель, лен. Богатые луга в пойме рек Оки и Тырницы давали возможность сельчанам разводить крупный рогатый скот, овец.
Октябрьская революция 1917 года, сопровождавшаяся разделом помещичьих земель и общим земельным переделом, была встречена большей частью местных крестьян с радостью. Однако последующее ужесточение продразверстки и деятельность комбедов уже в начале ноября 1918 г. привела к массовому крестьянскому восстанию в ряде уездов Рязанской губернии. Во главе повстанцев зачастую стояли офицеры бывшей царской армии. Стихийное крестьянское восстание вспыхнуло и в селе Тырновская Слобода. Мятежники заняли пристань и попытались захватить пароход «Витязь», шедший с грузом оружия в Касимов. Стихийность и неорганизованность этого выступления привели к тому, что власти довольно быстро подавили его.
В эпоху коллективизации весной 1929 г. в селе Тырновская Слобода создаются 2 товарищества по совместной обработке земли (ТОЗа) — одни из первых в только что образованном Шиловском районе. К началу 1930 года сельскохозяйственное производство было коллективизировано на 100 %. В 1931 г. было принято решение о закрытии Покровской церкви и сносе её здания (к счастью, снесли только основной деревянный объём храма); в результате нерадивости и пожара был уничтожен усадебный дом  Оболонских.
Пристань села в это[какое?] время становится чисто пассажирской, а само село получает новое название — Тырново.
В годы Великой Отечественной войны многие жители села Тырново оказались на фронте, на пределе человеческих возможностей работали колхозники. Помимо прочего в Тырново было организовано производство валенок для фронта из собранной у населения шерсти. В 1945 г. был удостоен звания Героя Советского Союза уроженец села Тырново, старший лейтенант Николай Васильевич Стройков, командир эскадрильи 213-го гвардейского истребительного авиационного полка. Его личный счет — 18 сбитых самолетов противника, кроме того в групповых боях им был сбит 21 самолет. Н. В. Стройков был награждён 14-ю правительственными наградами, в том числе двумя орденами Ленина, тремя орденами Красного Знамени и орденом Красной Звезды.
В настоящее[какое?] время село Тырново является административным центром Тырновского сельского поселения в составе Шиловского района Рязанской области. 

## Экономика
По данным за 2015—2016 годы в селе Тырново Шиловского района Рязанской области расположены:
1. ООО «Тырновский молочный завод», переработка коровьего молока и производство молочной продукции под торговыми марками «Мещерские Росы» и «Миродаровская»;
2. ООО «Веси», производство пиломатериалов;
3. ООО «Инякино», агропромышленное предприятие.

В селе имеются несколько магазинов, предприятие по оказанию ритуальных услуг.

## Социальная инфраструктура
В селе Тырново Шиловского района Рязанской области имеются отделение почтовой связи, врачебная амбулатория, Тырновская основная общеобразовательная школа (филиал Инякинской СОШ), Дом культуры и библиотека.

## Транспорт
Вплоть до середины XX в. наибольшее значение для села Тырново имел водный транспорт. Река Ока и Окский речной путь связывали село с крупнейшими центрами Рязанской области. В селе имеется речная пристань (якорная стоянка).
С конца XX в. основные грузовые и пассажирские перевозки осуществляются автомобильным транспортом: село имеет выезд на проходящую поблизости автомобильную дорогу регионального значения Р125: «Ряжск — Касимов — Нижний Новгород». Через реку Оку в летнее время действует паромная переправа; в зимнее время движение осуществляется по льду.

## Достопримечательности
- «Пьяный лес» — геоаномальная зона в 0,5 км к северу от села Тырново.[15]
- Усадьба Оболонского, конец XIX в. Сохранность низкая: сохранился усадебный парк из смешанных пород деревьев («Барский сад»).
- Храм Покрова Пресвятой Богородицы — Покровская церковь. Построен в 1896—1902 гг., уцелели трапезная и колокольня.[16]
- Земская приходская школа. Построена в 1911 г. на средства последнего владельца села князя В. Я. Оболенского.
- Памятник односельчанам, погибшим в Великой Отечественной войне 1941—1945 гг.

## Известные уроженцы
- Николай Васильевич Стройков (1921+1964 гг.) — старший лейтенант, командир эскадрильи 213-го гвардейского Одерского орденов Богдана Хмельницкого и Александра Невского истребительного авиационного полка 22-й гвардейской Кировоградской Краснознамённой ордена Кутузова истребительной авиационной дивизии, Герой Советского Союза.
- Александр Михайлович Аверков (1924+2003 гг.) — старший машинист тепловоза локомотивного депо Смоляниново Приморского края, Герой Социалистического Труда.
- Борис Владимирович Гусев (род.1936 г.) — доктор технических наук, профессор, член-корреспондент Российской Академии наук (РАН), президент Российской Инженерной академии, Герой Социалистического Труда (1990 г.).
- Иван Прокопьевич Фонюшкин (?+1903 гг.) - крестьянин, в 1872 году получает дозволение на строительство часовни на сельском кладбище, после смерти в 1903 году завещал 2300 рублей на постройку в селе нового каменного храма.
- Ваня Шиков (2003)
- Полина Шикова (2004)
- Тимофей Художник (2004)
- Егорка сын тети Оксаны (2004)
- Леня сын тети Кати (2001)
- Стасик (2003)
- Леха Г (2001)